# Anelaphus pilosus
Anelaphus pilosus là một loài bọ cánh cứng trong họ Cerambycidae.